# Grand Prix Formule 1 van Groot-Brittannië 1988
De Grand Prix Formule 1 van Groot-Brittannië 1988 werd gehouden op 10 juli 1988 op Silverstone.

## Verslag

### Kwalificatie
Geen McLaren op de pole-position, maar Gerhard Berger met naast hem Michele Alboreto. De beide McLarens stonden achter hen op de derde en vierde plaats. Hierachter nog een ongewoon beeld: de beide March-wagens stonden achter hen.

### Race
De race werd in de stromende regen gehouden, de eerste regenrace sinds de Grand Prix van Portugal 1985. Ayrton Senna maakte een uitstekende start en bedreigde Berger maar raakte de Oostenrijker toch niet voorbij. Prost maakte een bijzonder slechte start en viel onmiddellijk terug naar de negende plaats. Tegen de veertiende ronde vochten Mauricio Gugelmin, Alessandro Nannini en Nigel Mansell voor de derde plaats. Een ronde later ging Senna Berger voorbij en zette Prost, die uitzonderlijk traag reed, op een ronde. Dankzij zijn uitstekende vaardigheden in de regen kon Senna snel een kloof uitbouwen. In de 20ste ronde ging Mansell Nannini voorbij voor de vierde plaats en twee ronden later pakte hij de derde plaats over van Michele Alboreto. Op hetzelfde moment gaf Prost op. Mansell zette de snelste ronde neer, in de 50ste ronde ging hij Berger voorbij voor de tweede plaats. In de laatste rond viel Berger zonder benzine en viel terug van de vijfde naar de negende plaats. Hetzelfde gebeurde met Alboreto in de 63ste ronde. Nannini stond voor het eerst in een Grand Prix op het podium. Daarnaast pakte Gugelmin zijn eerste punten en pakten Nelson Piquet en Derek Warwick de laatste punten.

## Uitslag
| Positie | Nummer | Rijder             | Team            | Ronden | Tijd/Opgave        | Startplaats | Punten |
| ------- | ------ | ------------------ | --------------- | ------ | ------------------ | ----------- | ------ |
| 1       | 12     | Ayrton Senna       | McLaren-Honda   | 65     | 1:33:16.367        | 3           | 9      |
| 2       | 5      | Nigel Mansell      | Williams-Judd   | 65     | + 23.344           | 11          | 6      |
| 3       | 19     | Alessandro Nannini | Benetton-Ford   | 65     | + 51.214           | 8           | 4      |
| 4       | 15     | Mauricio Gugelmin  | March-Judd      | 65     | + 1:11.378         | 5           | 3      |
| 5       | 1      | Nelson Piquet      | Lotus-Honda     | 65     | + 1:20.835         | 7           | 2      |
| 6       | 17     | Derek Warwick      | Arrows-Megatron | 64     | + 1 Ronde          | 9           | 1      |
| 7       | 18     | Eddie Cheever      | Arrows-Megatron | 64     | + 1 Ronde          | 13          |        |
| 8       | 6      | Riccardo Patrese   | Williams-Judd   | 64     | + 1 Ronde          | 15          |        |
| 9       | 28     | Gerhard Berger     | Ferrari         | 64     | + 1 Ronde          | 1           |        |
| 10      | 2      | Satoru Nakajima    | Lotus-Honda     | 64     | + 1 Ronde          | 10          |        |
| 11      | 36     | Alex Caffi         | Dallara-Ford    | 64     | + 1 Ronde          | 21          |        |
| 12      | 33     | Stefano Modena     | EuroBrun-Ford   | 64     | + 1 Ronde          | 20          |        |
| 13      | 29     | Yannick Dalmas     | Larrousse-Ford  | 63     | + 2 Rondes         | 23          |        |
| 14      | 30     | Philippe Alliot    | Larrousse-Ford  | 63     | + 2 Rondes         | 22          |        |
| 15      | 23     | Pierluigi Martini  | Minardi-Ford    | 63     | + 2 Rondes         | 19          |        |
| 16      | 4      | Julian Bailey      | Tyrrell-Ford    | 63     | + 2 Rondes         | 24          |        |
| 17      | 27     | Michele Alboreto   | Ferrari         | 62     | Geen benzine       | 2           |        |
| 18      | 25     | René Arnoux        | Ligier-Judd     | 62     | + 3 Rondes         | 25          |        |
| 19      | 21     | Nicola Larini      | Osella          | 60     | Geen benzine       | 26          |        |
| NF      | 20     | Thierry Boutsen    | Benetton-Ford   | 38     | Transmissie        | 12          |        |
| NF      | 16     | Ivan Capelli       | March-Judd      | 34     | Alternator         | 6           |        |
| NF      | 11     | Alain Prost        | McLaren-Honda   | 24     | Handling           | 4           |        |
| NF      | 3      | Jonathan Palmer    | Tyrrell-Ford    | 14     | Motor              | 17          |        |
| NF      | 22     | Andrea de Cesaris  | Rial-Ford       | 9      | Koppeling          | 14          |        |
| NF      | 14     | Philippe Streiff   | AGS-Ford        | 8      | Afgebroken vleugel | 16          |        |
| NF      | 24     | Luis Perez-Sala    | Minardi-Ford    | 0      | Ophanging          | 18          |        |
| NQ      | 32     | Oscar Larrauri     | EuroBrun-Ford   |        |                    |             |        |
| NQ      | 9      | Piercarlo Ghinzani | Zakspeed        |        |                    |             |        |
| NQ      | 26     | Stefan Johansson   | Ligier-Judd     |        |                    |             |        |
| NQ      | 10     | Bernd Schneider    | Zakspeed        |        |                    |             |        |
| PQ      | 31     | Gabriele Tarquini  | Coloni-Ford     |        |                    |             |        |

## Wetenswaardigheden
- Nigel Mansell kondigde zijn vertrek bij Williams naar Ferrari voor het seizoen 1989 aan.

## Statistieken
| Pole-position | Gerhard Berger | Ferrari       | 1:10.133 |
| Snelste ronde | Nigel Mansell  | Williams-Judd | 1:23.308 |

## Noot
- Dit was de tiende snelste ronde en de 25ste podiumplaats voor Nigel Mansell.
- Tiende Grand Prix-winst voor Ayrton Senna.
- Eerste podiumplaats voor Alessandro Nannini.

1926 · 1927 · 1948 · 1949 · 1950 · 1951 · 1952 · 1953 · 1954 · 1955 · 1956 · 1957 · 1958 · 1959 · 1960 · 1961 · 1962 · 1963 · 1964 · 1965 · 1966 · 1967 · 1968 · 1969 · 1970 · 1971 · 1972 · 1973 · 1974 · 1975 · 1976 · 1977 · 1978 · 1979 · 1980 · 1981 · 1982 · 1983 · 1984 · 1985 · 1986 · 1987 · 1988 · 1989 · 1990 · 1991 · 1992 · 1993 · 1994 · 1995 · 1996 · 1997 · 1998 · 1999 · 2000 · 2001 · 2002 · 2003 · 2004 · 2005 · 2006 · 2007 · 2008 · 2009 · 2010 · 2011 · 2012 · 2013 · 2014 · 2015 · 2016 · 2017 · 2018 · 2019 · 2020 · 2021 · 2022 · 2023 · 2024 · 2025 · 2026 · 2027 · 2028 · 2029 · 2030 · 2031 · 2032 · 2033 · 2034